# Parafia św. Floriana w Czekanowie
Parafia św. Floriana w Czekanowie – parafia rzymskokatolickia w Czekanowie.
Jest jedną z dziewięciu parafii dekanatu Zabrze-Mikulczyce diecezji gliwickiej. Powołana do istnienia 7 października 2009. Kościół budowano w latach 1984–1991. Uprzednio kościół filialny Parafii Matki Bożej Różańcowej w Zabrzu-Grzybowicach. Świątynia została poświęcona 26 maja 1991 przez bpa Jana Bagińskiego.

## Obszar parafii
Na obszarze parafii leżą ulice: 3 Maja, Gliwicka 1-24, Kolejowa, Leśna, Sadowa, Stawowa, Szkolna, Zielona.